# Rethera afghanistana
Rethera afghanistana ist ein Schmetterling (Nachtfalter) aus der Familie der Schwärmer (Sphingidae).

## Merkmale
Die Falter haben eine Flügelspannweite von 46 bis 51 Millimeter und sind damit etwas größer als die ähnliche Art Rethera brandti. Sie haben ansonsten ebenso auf den Vorderflügeln einen helleren Außen- und Innenrand sowie eine markante helle Binde, die mittig quer über die Flügel verläuft.

## Vorkommen und Lebensweise
Die Art wurde bei Herat im Westen Afghanistans entdeckt. Sie ist über den größten Teil Afghanistans verbreitet und auch am Kodschak-Pass (Khonjuk-Pass) 80 km nordwestlich von Quetta in Pakistan nachgewiesen. Sie kommt vermutlich auch im Iran vor. Rethera afghanistana tritt zwischen 1000 und 2100 Metern Seehöhe auf. Über die besiedelten Lebensräume ist nichts bekannt. Die Art fliegt vermutlich in einer Generation um Mitte April (Herat) und Ende Mai (Kabul). Über die weitere Lebensweise ist, wie auch über die Präimaginalstadien und die Parasitoide, nichts bekannt.